# Amaral (banda)
Amaral é um grupo musical español de folk rock e rock originário de Saragoça, Espanha, formado por Eva Amaral e Juan Aguirre. Até o momento, venderam cerca de 4 milhões de cópias de sua discografia, composta por seis álbuns de estúdio, uma edição especial e dois DVDs ao vivo, de 1998 até a atualidade. Juan Aguirre define o som do grupo dizendo que está "em algum ponto entre o punk-rock e o folk-rock".
Estrella de mar, seu álbum mais vendido, ocupa o vigésimo quarto posto na lista "Dos 50 melhores discos de rock espanhol", elaborada pela revista Rolling Stone, considerando que "se supõe que esta foi a decolagem definitiva de Amaral, o disco que os levou ao patamar principal do rock espanhol". Em outra lista dessa mesma publicação, intitulada "As 200 melhores canções do pop-rock español", que engloba canções de gêneros muito díspares mas que formam parte da memória coletiva da Espanha, aparecem "Sin ti no soy nada" na colocação 67 e "Cómo hablar" na colocação 128. Além disso, Eva Amaral é considerada uma das melhores vocalistas do rock espanhol.
Ao longo de sua trajetória musical, o grupo há colhido numerosos prêmios entre os que se destacam três Premios Ondas de la Música, dez Premios de la Música, dois MTV Europe Music Awards e o Premio Nacional de las Músicas Actuales.

## História
Eva Amaral começou a carreira como baterista em outro grupo até que se juntou a Juan Aguirre para tocar seu próprio material em 1997. Seu estilo musical é chamado frequentemente de pop rock, mas é fundido com batidas latinas, folk rock, sintetizadores e letras poéticas e complexas. Juan aguirre nasceu em San Sebastián (também conhecida como Donostia) na província de Guipúscoa na Espanha. Passou sua infância no bairro Gros (em Guipúscoa) e reside em Saragoça.

### O início
Segundo conta o próprio grupo numa reportagem para o jornal El País, antes de formar Amaral, Eva estudou cinco anos na Escola de Artes e Ofícios de Saragoça. Com 17 anos e uma carreira musical em potencial, matriculou-se no curso de escultura. Foi-se embora pela falta de projeto. Além disso, servia como garçonete no "Azul Rock Café". Estudou canto lírico quando compreendeu que ia ser uma cantora. Primeiro em um centro cívico. Prontamente, a professora, fascinada, conduziu-a para sua mestra. "Cobravam muito caro por horas e eu não tinha dinheiro...". Fez uma prova e a admitiram com um desconto. Aguirre, então, estudava filosofia e gravou um álbum com sua banda anterior, Días de Vino y Rosas, em 1990. Até saíram em turnê pela Europa. Tiveram um tema conhecido, "Biarritz". Eva e Juan se conheceram em 1992 na parte de trás de um bar em Saragoça. Ela tocava bateria em um grupo de punk-rock local chamado Bandera Blanca. Era também a voz solista de outra banda chamada Lluvia Ácida. Simón, o guitarrista de Lluvia Ácida, tinha um estúdio caseiro de música para gravar demos no armazém. Simón chamou Juan para uns arranjos. "Queria que colocasse guitarras muito ao seu estilo", conta Eva, "porque Juan sempre teve um estilo muito peculiar, muito seu". Isso, a onda. Houve amor, amizade e música desde o primeiro encontro.
Logo após se conhecerem se inscreveram no Conservatório de Música para avançar no solfejo. Mas só restavam vagas livres para o curso de contrabaixo. "Humm... tudo bem, vamos em frente", disseram. Entre os quatro alunos foram sorteados os dois únicos instrumentos que o conservatório cedia para praticar. "E logo minha mãe me vê entrar em casa com um contrabaixo enorme", conta Eva. "Trancava-me no meu quarto para praticar". Juan tocava o outro. Percorreram os bares tocando. Estiveram juntos cinco anos antes de ser nada, Depois começaram a viajar esporadicamente para Madrid e logo passaram temperadas mais longas, dormindo com ajuda na casa de amigos; trabalharam no setor de hotelaria, e um longo etcétera, enquanto atuavam em Libertad 8, em San Mateo 6, no Rincón del Arte Nuevo e na Boca del Lobo. Chegou o dia em que Jesús Ordovás os colocou pela primeira vez na Radio 3. No episódio em que uma pessoa se aproxima depois de um concerto e diz: "Olá, sou da companhia Virgin, gostaria de falar com vocês...". Então, em algum momento de 1998, decidiram se instalar em Madrid.

## Colaborações
Amaral já colaborou com muitos artistas e bandas conhecidas da indústria musical.
- Danny Cummings (Mark Knopfler, Bryan Adams)
- Tony Beard (Mike Oldfield, Mick Jagger)
- Russell Milton (The Waterboys)
- Melvin Duffyel (Robbie Williams, Sting)
- Danny Shogger (George Michael, Paul McCartney)
- Moby no single Slipping Away.

## Discografia
Até 2006, Amaral lançou o quarto álbum e um DVD.Em julho de 2006 uma versão de Estrella de Mar foi lançada para os fãs britânicos, somente para iTunes.
| Informação |
| --- |
| Amaral - Lançado: 5 de Maio, 1998 - Trilhas: 1. "Rosita" (Little Rose) 2. "Un día más" (One More Day) 3. "Voy a acabar contigo" (I'm Going to Finish With You) 4. "Cara a cara" (Face to face) 5. "Tardes" (Afternoons) 6. "No existen los milagros" (Miracles Don't Exist) 7. "Lo quiero oír de tu boca" (I Want to Hear It From Your Mouth) 8. "Habla" (Speak) 9. "1997" (1997) 10. "Dile a la rabia" (Tell It to The Rage) 11. "Soy lo que soy" (I Am What I Am) 12. "No sé qué hacer con mi vida" (I Don't Know What To Do With My Life) 13. "Mercado negro" (Black Market) |
| Una pequeña parte del mundo - Lançado: 17 de Março, 2000 - Gravado em Londres - Produzido por Cameron Jenkins. - Trilhas: 1. "Subamos al cielo" (Let's Rise Up To Heaven) 2. "Cabecita loca" (Crazy Little Head) 3. "Cómo hablar" (How to Speak) 4. "Los aviones no pueden volar" (Airplanes Can't Fly) 5. "Queda el silencio" (Silence Remains) 6. "Una pequeña parte del mundo" (A Small Part Of The World) 7. "Botas de terciopelo" (Velvet Boots) 8. "Volverá la suerte" (Luck Will Return) 9. "El día de año nuevo" (New Year's Day) 10. "El mundo al revés" (Upside-Down World) 11. "Siento que te extraño" (I Feel That I Miss You) 12. "Nada de nada" (Nothing At All) 13. "El final" (The End) |
| Estrella de mar - Lançado : 4 de Fevereiro, 2002 - Produzido por Cameron Jenkins. - Trilhas: 1. "Sin ti no soy nada" — (Without You I'm Nothing) 2. "Moriría por vos" — (I Would Die For You) 3. "Toda la noche en la calle" — (Out All Night At The Street) 4. "Te necesito" — (I Need You) 5. "¿Qué será?" (What Will Be?) 6. "Salir corriendo" (To Leave Running) 7. "Estrella de mar" (Starfish) 8. "Rosa de la paz" (Peace Rose) 9. "No sabe dónde va" (She Doesn't Know Where She's Going) 10. "De la noche a la mañana" (Overnight) 11. "El centro de mis ojos" (The Center of My Eyes) 12. "En sólo un segundo" (In Just A Second) |
| Pájaros en la cabeza - Lançado: 14 de Março, 2005 - Gravado no Eden Studios, Londres - Trilhas: 1. "El universo sobre mí" — (The Universe Over Me) 2. "Días de verano" — (Summer Days) 3. "Revolución" — (Revolution) 4. "Mi alma perdida" (My Lost Soul) 5. "Marta, Sebas, Guille y los demás" — (Marta, Sebas, Guille and the Others) 6. "Esta madrugada" (This Early Morning) 7. "Big Bang" (Big Bang) 8. "Enamorada" (In Love) 9. "Tarde para cambiar" (Late to Change) 10. "En el río" (On the River) 11. "Resurrección" — (Resurrection) 12. "Confiar en alguien" (To Trust In Somebody) 13. "Salta" (Jump) 14. "No soy como tú" (I'm Not Like You) 15. "Si Tú No Vuelves" —(If You Don't Come Back) |
| El comienzo del big bang (DVD) - Lançado: 27 de Novembro, 2005 - Gravado: Palau Sant Jordi, Barcelona, 15 de Setembro, 2005 - Trilhas: 1. Intro-Live el comienzo del big bang 2. "El universo sobre mí" (Universe Over Me) 3. "Revolución" (Revolution) 4. "Resurrección" (Resurrection) 5. "Te necesito" (I Need You) 6. "Marta, Sebas, Guille y los demás" (Marta, Sebas, Guille and the Others) 7. "Sin ti no soy nada" (I'm Nothing Without You) 8. "Subamos al cielo" (Let's Rise Up to Heaven) 9. "Salir corriendo (To Leave Running) 10. "Cómo hablar" (How To Speak) 11. "En sólo un segundo" (In Just A Second) 12. "Toda la noche en la calle" (Out All Night) 13. "Moriría por vos" (I Would Die For You) 14. "Estrella de mar" (Starfish) 15. "En el río" (In the River) 16. "Rosita" (Little Rose) 17. "Enamorada" (In Love) 18. "Big Bang" 19. "Tarde para cambiar" (Late to Change) 20. "Días de verano" (Summer Days) 21. "Mi alma perdida" (My Lost Soul) 22. "No soy como tú" (I'm Not Like You) 23. "Salta" (Jump) 24. "Esta madrugada" (This Early Morning) 25. "Días de verano" (Summer Days) 26. "Moriría por vos" (I Would Die For You) 27. "Revolución" (Revolution) 28. "Marta, Sebas, Guille y los demás" (Mart, Sebas, Guille and the Others) 29. "Tardes" (Afternoons) |
| Novo álbum de estúdio - Lançamento: 4 de março, 2008 |

### Singles
1. "Rosita"
2. "Voy a acabar contigo"
3. "No sé qué hacer con mi vida"
4. "Un día más"
5. "Tardes"
6. "Como hablar"
7. "Subamos al cielo"
8. "Cabecita loca"
9. "Nada de nada"
10. "Al final"
11. "Sin ti no soy nada"
12. "Te necesito"
13. "Toda la noche en la calle"
14. "Moriría por vos"
15. "Estrella de mar"
16. "Salir corriendo"
17. "El universo sobre mí"
18. "Días de verano"
19. "Marta, Sebas, Guille y los demás"
20. "Resurrección"
21. "Si tú no vuelves" (com Chetes)
22. "Escapar" (com Moby)
23. "Revolución"